# روبرت الأول دوق نورماندي

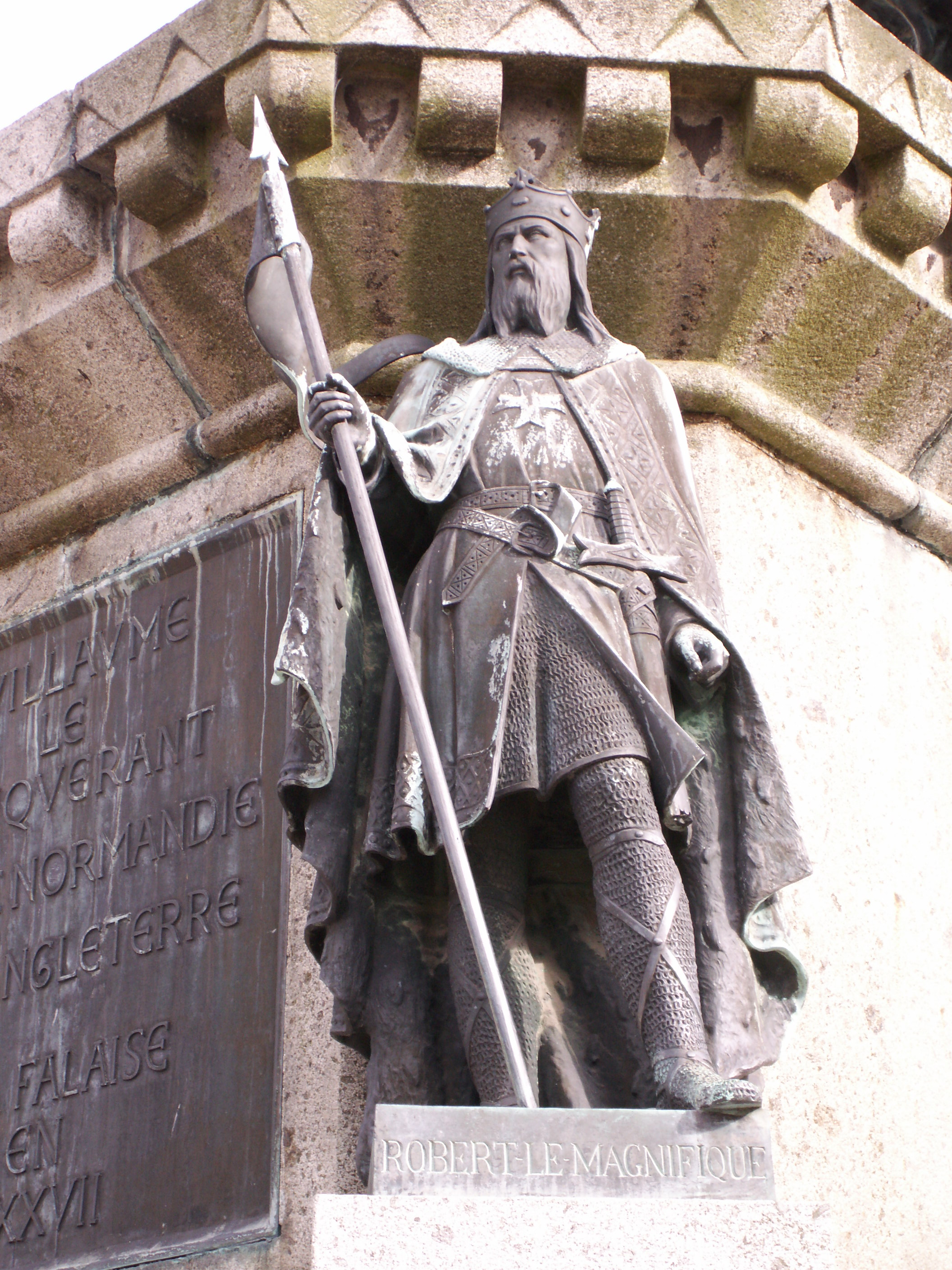

روبرت العظيم (22 يونيو 1000 - 3 يوليو 1035)، كما يدعى أيضًا روبرت الشرير، كان دوق النورماندي من 1027 حتى وفاته. نظرًا لعدم اليقين حول ترقيم دوقات النورماندي يسمى عادة روبرت الأول، ولكن في بعض الأحيان يدعى روبرت الثاني مع سلفه رولو باسم روبرت الأول. كان ابن ريتشارد الثاني دوق نورماندي وجوديث ابنة كونان الأول من رين. كان والد وليام الفاتح.